# Vierge à l'Enfant de Saint-Germain-en-Laye
La Vierge à l'Enfant dite Notre-Dame de Bon-Retour est une statue du XIVe siècle figurant la Vierge à l'Enfant dans l'église paroissiale Saint-Germain à Saint-Germain-en-Laye (France).
Elle est classée monument historique au titre d'objet le 16 juin 1911.

## Histoire
La Vierge à l'Enfant, taillée dans la pierre du Mesnil-le-Roi, est découverte en 1766 lorsque l'église paroissiale Saint-Germain du XVIIe siècle est démolie pour laisser place à l'édifice actuel.
Cette sculpture fait l'objet d'une restauration en 1868 par Eugène Millet.

## Description
Cette sculpture est polychrome et comporte un hanchement qui est souligné par le drapé de son manteau. La Vierge porte un vêtement bleu, couleur qui lui est traditionnellement attribuée, et rouge. Elle tient dans sa main des fleurs de lis, symbolisant à la fois la pureté et la Trinité.

## Dévotion
Le 5 mars 1869, le pape Pie IX attache une indulgence plénière à cette statue de Notre-Dame de Bon-Retour.

« Portés par une tendre charité à favoriser la piète des fidèles et à faciliter le salut des âmes, en leur ouvrant les célestes trésors de l’Église, nous accordons miséricordieusement dans le Seigneur l’indulgence plénière et la rémission de tous les péchés, à tous et à chacun des fidèles de l’un et de l’autre sexe, qui, vraiment pénitents et après avoir confessé leurs péchés et s’être nourris de la Sainte Communion, visiteront dévotement, le jour de l’Annonciation de la Bienheureuse et Immaculée Vierge Marie, ou l’un des sept jours suivants, au choix de chacun, l’église paroissiale placée sous l’invocation de saint Germain évêque, en la ville de Saint-Germain-en-Laye, au diocèse de Versailles, et vénèreront la statue de l’immaculée Vierge Mère de Dieu, érigée dans cette église, sous le titre de de Notre-Dame de Bon-Retour, et devenue l’objet de la tendre dévotion des fidèles et y offriront à Dieu de ferventes prières pour la concorde entre les Princes chrétiens, l’extirpation des hérésies, et l’exaltation de Notre-Sainte-Mère l’Église.
En outre, nous accordons, dans la formule accoutumée, trois cents jours d’indulgence pour toutes les peines canoniques dont ils auraient été frappés, ou qu’ils auraient encourues de quelque autre manière, aux fidèles de l’un et l’autre sexe qui, au moins contrits de cœur, visiteront, n’importe quel jour de l’année, ladite église et la statue, et qui y prieront comme il est dit plus haut.
Et nous accordons miséricordieusement dans le Seigneur que toutes ces indulgences et chacune d’elles, que ces remissions de péchés et remises de censures soient applicables par voie de suffrage aux âmes des fidèles qui ont quitté cette vie en grâces avec Dieu. Et ce nonobstant toutes dispositions contraires. Ces présentes seront valables à perpétuité.
Donné à Rome, près Saint-Pierre, sous l’Anneau du Pêcheur, le 5 mars de la vingt-troisième année de notre Pontificat. »

— Indulgence accordée par le pape Pie IX